# GR 5

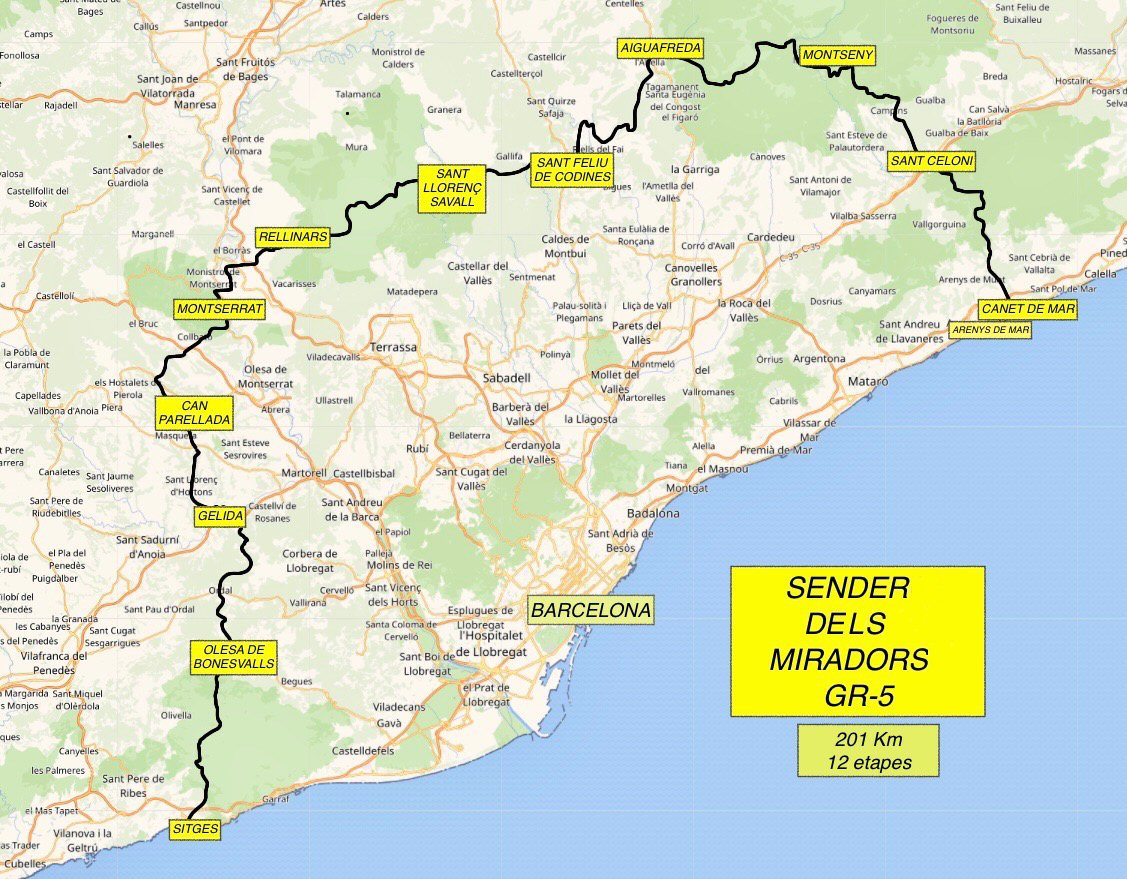
Recorregut del GR 5

El GR 5, o sender dels miradors, és un sender de gran recorregut d'uns 234 km que discorre per l'Alt Penedès, Anoia, Baix Llobregat, Garraf, Maresme, i els dos Vallesos, entre Sitges i Canet de Mar. Forma un gran arc, entre les costes del Garraf i del Maresme, que rodeja la ciutat de Barcelona a una distància d'entre 40 i 50 km.

## Recorregut
El sender, que es divideix en 12 etapes, neix a Sitges i s'endinsa al Parc del Garraf, per continuar cap al Penedès i el Parc Natural de Montserrat. Des d'allà, es dirigeix cap al Sant Llorenç del Munt i l'Obac, des d'on continua fins al Parc Natural del Montseny i al del Montnegre i el Corredor, que travessa per arribar finalment a Canet de Mar.

### Poblacions
Sitges - Olesa de Bonesvalls - Ordal (afores) - Gelida - Sant Llorenç d'Hortons - Can Parellada - Pierola - Collbató - Monistrol de Montserrat - Rellinars - Sant Llorenç Savall - Sant Feliu de Codines - l'Abella - Aiguafreda - Montseny - Campins (afores) - Sant Iscle de Vallalta - Canet de Mar.

## Variants[1]
- GR 5.1: Coll de la Fita - Connexió amb el GR 5 i el GR 96
- GR 5.2: Pla del Cafè - Plana del Coll